# Медведев, Андрей Андреевич
Андре́й Андре́евич Медве́дев (род. 14 декабря 1975, Москва, СССР) — российский журналист и пропагандист.
Сотрудник ВГТРК — заместитель генерального директора по радиовещанию. Депутат Московской городской думы (с 2019 года), вице-спикер (с 2021 года).

## Биография
Андрей Андреевич Медведев родился 14 декабря 1975 года в Москве. Отец — офицер контрразведки. Мать — Саида Медведева (род. 1953), телевизионный продюсер, режиссёр и сценарист, лауреат премий «Лавр» (2006), «ТЭФИ» (2015), член Академии российского телевидения (2010), автор ряда антинаучных и политических документальных фильмов, таких как «Вода» (2006), «Плесень» (2009), «Президент» (2015), «Миропорядок 2018» (2018).
Учился в школе № 743 в Коптево, которую окончил в 1992 году. Во время учёбы заинтересовался журналистикой, печатался в газете «Вперёд!» Химкинского района Московской области. В 1997 году окончил факультет журналистики Московского государственного университета. В 1996 году пришёл работать на телевидение, занимался созданием молодёжной программы на телеканале «МТК», но она в эфир так и не вышла. В том же году перешёл на работу в программу «Дорожный патруль» на телеканале «ТВ-6 Москва», где работал корреспондентом. С 1997 года работал в программе «Времечко», далее — на «НТВ» в программах «Криминал», «Чистосердечное признание», «Сегодня».
В 2000 году перешёл работать в ВГТРК, на телеканал «РТР» (позже — «Россия», «Россия-1»). Неоднократно выезжал в «горячие точки», работал в качестве военного корреспондента программы «Вести» в Чечне, Косово, Сербии, Македонии, Палестине, Ираке, Афганистане, Пакистане, Южной Осетии. В 2004—2005 годах курировал программу «Вести. Дежурная часть», а также занимал должность заместителя начальника службы выпуска Дирекции информационных программ. Также на непостоянной основе работал автором репортажей в программе «Специальный корреспондент».
С 2014 года является заместителем директора дирекции информационных программ «Вести». В этой должности до 2016 года был руководителем программы «Вести-Москва», оказав существенное влияние на её информационное и графическое оформление. В 2015—2017 годах вёл передачу «Медвежий угол» на радиостанции «Вести ФМ». В 2017 году был избран секретарём Союза журналистов России.
В 2017 году, сменив Евгения Попова, непродолжительное время был ведущим программы «Специальный корреспондент». В своих репортажах и выступлениях использовал манипулятивные тактики вроде воздействия на чувства зрителей, не предоставляя при этом находящейся в студии аудитории возможности высказаться. Позднее в этом же году был назначен главным редактором объединённой редакции ЭСМИ, включающей в себя «Радио России», «Маяк», «Вести ФМ», «Радио Культура». В 2018 году «Специальный корреспондент» был закрыт, после чего в 2018—2019 годах Медведев периодически вёл обсуждения документальных фильмов на телеканале «Россия-24».
8 сентября 2019 года избран депутатом Московской городской думы VII созыва от избирательного округа № 9, включающего в себя Беговой, Савёловский, Тимирязевский, Хорошёвский районы, а также часть Бескудниковского района. Заявившись в качестве «самовыдвиженца», в ходе своей кампании пользовался поддержкой мэрии и получал финансирование из фондов, связанных с партией «Единая Россия» и провластным «Общероссийским народным фронтом». После избрания отказался вступать в «какие-то партийные фракции», однако не исключил своего участия в депутатском объединении, состоящем из людей, «которые действительно хотят работать». Является членом комиссий по делам общественных объединений и религиозных организаций, по культуре и массовым коммуникациям, по экологической политике.
3 ноября 2021 года избран заместителем председателя Московской городской думы Алексея Шапошникова, вместо умершего в августе 2020 года Николая Губенко.

## Общественная деятельность, политическая позиция
Является членом Общественного совета при Главном управлении Министерства внутренних дел Российской Федерации по городу Москве, академиком Российской академии радио. В 2014 году подписал «открытое письмо журналистскому сообществу России» с критикой введения санкций против Дмитрия Киселёва, а в 2019 году — письмо к президенту Украины Владимиру Зеленскому с просьбой освободить Кирилла Вышинского. Выступал в поддержку возведения Главного храма Вооружённых сил Российской Федерации, проводил лекции перед курсантами Академии РВСН о «возвращении к традиционным, простым, общечеловеческим ценностям, таким как семья»; посещал Луганск на территории непризнанной ЛНР, критиковал комиков за шутки над смертью Арсена Павлова («Моторолы»).
Вовлечён в пропагандистскую деятельность. В 2015 году выпустил документальный фильм «Проект „Украина“», а затем по его мотивам издал книгу «Подлинная история русского и украинского народа», в которых заявлял, что государство Украина было создано странами Запада специально в антироссийских целях. В 2016 году выступил с книгой «Война империй. Тайная история борьбы Англии против России», посвящённой «большой игре», а в 2017 году вышел его фильм «Большая игра» в двух частях на ту же тему. В 2020 году к 75-летию победы в Великой Отечественной войне выпустил фильм «Великая неизвестная война», в котором заявил, что «без помощи иностранных государств Гитлер не смог бы развязать войну», так как Польша, Великобритания и Франция «запятнали себя сговором с фашизмом», а США финансировали Гитлера и не были искренни в дальнейшей борьбе с ним.
В 2017 году десятиклассник из Нового Уренгоя Николай Десятниченко выступил в берлинском Бундестаге, где рассказал о своём впечатлении от посещения немецкого военного кладбища, на котором увидел могилы «невинно погибших людей, среди которых многие хотели жить мирно и не желали воевать». После этого Медведев выложил в социальной сети Facebook запись в виде предполагаемого варианта своей речи в Бундестаге, в которой заявил о том, что из-за творившегося на оккупированной немцами территории «бойцы Красной Армии имели полное моральное право уничтожить весь немецкий народ», тогда как для него самого немцы — «навсегда чужой, чуждый народ». После этого модераторы соцсети удалили пост, в котором содержалась чёрно-белая фотография убитого голого ребёнка, с формулировкой «за распространение порнографии». Медведев выложил пост ещё раз, но без фотографии, но и в этот раз он был удалён «за разжигание ненависти к определённым группам» за фразу «советские солдаты имели моральное право убивать немцев». Затем Медведев выложил пост в третий раз, «сгладив наиболее жёсткие углы», после чего его аккаунт и вовсе заблокировали. Запись Медведева стала активно распространяться пользователями соцсетей, а сам он заявил, что удаление поста и блокировка — это часть информационной войны против России.
В 2019 году Медведев в своих публикациях в соцсетях Facebook и Telegram неоднократно менял свою точку зрения на дело журналиста Ивана Голунова по обвинению в сбыте наркотических веществ. Поначалу безапелляционно заявлял со слов «знакомого опера», что «Голунов занимался сбытом. Его разрабатывали давно. Причём оперативники ЗАО даже не представляли, кто объект разработки. То есть не знали, что он журналист и для кого он пишет». После поднявшейся критики задержания в журналистской среде, Медведев, не зная лично Голунова, назвал того «крутым журналистом», делающим «настоящую расследовательскую журналистику», попросив вмешаться в дело о его задержании министра внутренних дел Владимира Колокольцева. После того, как суд отказался арестовывать Голунова, а Колокольцев сообщил о прекращении дела в отношении него, Медведев отметил, что «очень рад за Ивана». Позже выяснилось, что наркотики были подброшены Голунову, а следствие переключило своё внимание на тех, кто его задерживал, тогда как Медведев удалил свою запись про «опера» и стал говорить, что всего лишь передавал его слова.
В 2021 году лично увольнял из телеканала «Россия-1» сторонников оппозиционера Алексея Навального, данные которых утекли в сеть, аргументируя это тем, что «нельзя поддерживать такую личность и получать зарплату на ВГТРК». В том же году там же вышел его авторский фильм «Мы вместе. 30 лет» к юбилею ВГТРК, который был раскритикован телевизионными обозревателями.
После начала вторжения России на Украину занимался преследованием противников вторжения в России, наряду с коллегой по ВГТРК Владимиром Соловьёвым отметился публикацией их личных данных.

## Санкции
После нападения России на Украину Национальное агентство по предотвращению коррупции Украины выступило с инициативой о введении против Медведева международных санкций. В обосновании говорится, что Медведев «распространяет нарративы кремля касательно развязанной Россией войны в Украине. Снял документальный фильм „Донбас“, в котором оправдывает действия России на территории Украины, а также необходимость проведения военной операции по денацификации Украины и защите республик Донбасса».
В феврале 2023 года Медведев, как российский пропагандист, внесён ФБК в список коррупционеров и разжигателей войны, с предложением введения против него международных санкций.

23 июня 2023 года Медведев включён в санкционный список всех стран Евросоюза за поддержку действий, которые подрывают и угрожают территориальной целостности, суверенитету и независимости Украины:
Медведев является членом рабочей группы созданной президентом Путиным в декабре 2022 года, в задачи которой входит координация мобилизационных усилий России для поддержки агрессивной войны против Украины. Помимо своей роли в рабочей группе он является заместителем председателя Московской городской Думы и регулярно выступает в качестве ярого сторонника российской агрессии против Украины в качестве журналиста ВГТРК.

## Награды
Государственные
- Орден Почёта (2021 год) — за большой вклад в развитие средств массовой информации и многолетнюю плодотворную деятельность[78].
- Орден Дружбы (2016 год) — за большие заслуги в развитии телевидения и радиовещания, многолетнюю плодотворную деятельность[79].
- Благодарность Президента Российской Федерации (2018 год) — за активное участие в общественно-политической жизни российского общества[3].

Правительственные
- Премия Правительства Российской Федерации в области средств массовой информации (2024 год) — за патриотическую позицию в профессиональной деятельности[80].

Региональные
- Премия города Москвы в области журналистики (2019 год) — за многолетнюю и плодотворную работу в российской журналистике и освещение главных событий столицы[81].

Общественные
- Премия «Золотая полка российской журналистики» от Союза журналистов России (2018 год) — за книгу «Война империй»[82].
- Золотая медаль имени Юрия Левитана «За выдающийся вклад в теле-радиожурналистику» (2022 год, кинофорум «Золотой Витязь»)[83].
- Золотая медаль имени Юрия Левитана «За выдающийся вклад в теле-радиожурналистику» (2024 год, кинофорум «Золотой Витязь»)[84].

## Личная жизнь
Женат, двое детей. За 2019 год задекларировал доход в размере 25 миллионов 923 тысяч рублей, три квартиры общей площадью в 246 м², три автомобиля — Lexus RX, Kia Sorento, Hyundai.